# پیدراتاخادا
پیدراتاخادا (به اسپانیایی: Piedratajada) یک دهستان در اسپانیا است که در استان ساراگوسا واقع شده‌است. پیدراتاخادا ۳۹٫۵ کیلومتر مربع مساحت و ۱۱۴ نفر جمعیت دارد و ۴۲۳ متر بالاتر از سطح دریا واقع شده‌است.